# Velekince
Gjilan en albanais est une localité du Kosovo située dans la commune/municipalité de Gjilan/Gnjilane, district de Gjilan/Gnjilane (Kosovo). Selon le recensement kosovar de 2011, elle compte 1 602 habitants.

## Histoire
Le village de Velekincë est apparu bien avant la ville de Gjilan. Il est considéré comme le point précurseur de la région.
L'étymologie du nom vient du fameux Lekë de Dugagjin qui a créé le Kanun (loi de vie des albanais) et qui serait né ici. On peut séparer le nom de cette façon: Ve-Lek-in qui se compose des mots suivant vendi ku Leka ka Lindë, qui se traduit par: le lieu où Leka est né.
Sur le territoire du village se trouve le site de la Tête d'Élie, dont les vestiges remontent aux IIe-Ve siècle ; mentionné par l'Académie serbe des sciences et des arts, il est inscrit sur la liste des monuments culturels du Kosovo. La mosquée du village, construite en 1936, est proposée pour un classement kosovar.

## Démographie

### Évolution historique de la population dans la localité
| 1948 | 1953 | 1961 | 1971 | 1981  | 1991  | 2011  |
| ---- | ---- | ---- | ---- | ----- | ----- | ----- |
| 444  | 475  | 499  | 855  | 1 243 | 1 407 | 1 602 |

|  |

### Répartition de la population par nationalités (2011)
En 2011, les Albanais représentaient 99,81 % de la population.